# Skärgårdskanot
Skärgårdskanoten har gamla anor. Den utvecklades vid sekelskiftet 1900 under konstruktörer som Sven Thorell och Gerhard Högborg - snabb, lastdryg och sjösäker. 
Den arketypiska skärgårdskajaken har ett jämnt språng från för till akter (inga uppsvängda stävar) och stort sittbrunnshål som är lätt att kliva i och ur. Den har inga skott och luckor utan lastas från sittbrunnen (fast numera finns ofta en eller två lastluckor). Förr hade den en fast skädda som styrhjälp, numera oftast roder.

## Konstruktion
De allra första byggdes med furubordläggning på tunna ekspant som en liten snipa, men snabbt blev det lättare konstruktioner med spant, ribbor och oljemålad dukklädsel. Senare byggdes de med hel fanerbordläggning (fortfarande med duk eftersom det var enklaste sättet att få ett tätt ytterskikt). När användbara vattenfasta limmer dök upp efter andra världskriget varm- och kallbakade man kajaker i tunna fanerskikt över en form.  Mot slutet av 1960-talet tog glasfiberarmerad plast över - numera även kol- och aramidfiber, med poly-, vinylester eller diolen samt homogena termoplaster.

## Egenskaper
Genom sin lastkapacitet, snabbhet och sjöduglighet har den kommit att användas för många expeditioner och paddelbedrifter i olika delar av världen.